# Vladimir Odojevski

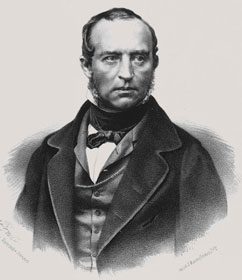
Odojevski, door Sergej Levitski, 1857

Prins Vladimir Fjodorovitsj Odojevski (Russisch: Владимир Федорович Одоевский) (Moskou, 13 augustus 1803 – Moskou, 11 maart 1867) was een Russisch schrijver en muziekcriticus.

## Leven en werk
Odojevski was volgens de overlevering een laatste afstammeling van het befaamde huis van Rurik. Hij studeerde aan de Universiteit van Moskou, werd vervolgens journalist en muziekcriticus, was mederedacteur van het bekende tijdschrift “Sovremennik” (samen met onder anderen Aleksandr Poesjkin) en publiceerde vanaf de jaren 1820 zijn eerste verhalen.
Odojevski was sterk beïnvloed door de Duitse romantiek, in het bijzonder door de filosofie van Schelling. In zijn in 1844 gepubliceerde bundel Russische nachten, een door een centrale Faust-figuur aan elkaar geregen verhalencyclus (het boek wordt wel de ‘Russische Faust’ genoemd), worden filosofische en sociaal-politieke vragen opgeworpen en wordt gezocht naar een universele wetenschap. Odojevski's werk is interessant als illustratie van de strijd tussen en uiteindelijk de overgang van romantiek naar realisme.
Odojevski staat ook bekend als de schrijver van Het jaar 4338 (pas gepubliceerd in 1926), een utopische roman waarin hij zelfs preludeert op de basisprincipes van het internet (communicatie via magnetische telegraafsystemen) en onder andere blogging-technieken.